# Jakob Müller (Politiker, 1895)
Jakob Müller (* 18. Dezember 1895 in Krillberg; † 9. März 1967 in Frauenfeld, reformiert, heimatberechtigt in Krillberg, seit 1927 in Frauenfeld) war ein Schweizer Politiker (FDP).

## Biografie
Jakob Müller wurde am 18. Dezember 1895 in Krillberg als Sohn des Landwirts und Ortsvorstehers Jakob Müller Senior geboren. Müller belegte zwischen 1917 und 1920 ein Studium der Rechte in Zürich, Bern, Genf und Leipzig, das er 1920 mit dem Erwerb des akademischen Grades eines Dr. iur. abschloss. Dazu erhielt er ebenfalls 1920 das Thurgauische Anwaltspatent.
In der Folge war Müller zuerst von 1921 bis 1923 als Grundbuchinspektor, anschliessend bis 1930 als Verhörrichter und schliesslich bis 1935 als Anwalt in Frauenfeld sowie Bezirksgerichtsschreiber von Weinfelden tätig.
Daneben hielt Müller Verwaltungsratsmandate bei der NOK, der Interkantonalen Landeslotterie, der Ulrico-Hoepli-Stiftung sowie der Frauenfeld-Wil-Bahn inne. Jakob Müller heiratete 1923 Hedwig, die Tochter des Arnold Dumelin sowie Enkelin des Politikers Johann Konrad Egloff jun. Er verstarb am 9. März 1967 im Alter von 71 Jahren in Frauenfeld.
Sein Nachlass wird im Staatsarchiv Thurgau aufbewahrt.

## Politische Laufbahn
Als Mitglied der Freisinnigen Partei bekleidete Müller von 1928 bis 1935 das Amt des Vizegemeindeammanns von Frauenfeld. Auf kantonaler Ebene vertrat Jakob Müller seine Partei zunächst von 1929 bis 1935 als Thurgauer Grossrat, bevor er als Regierungsrat zunächst bis 1948 das Erziehungs- und Sanitätsdepartement, anschliessend bis 1965 das Justiz-Armenwesen beziehungsweise Polizeidepartement leitete. Darüber hinaus nahm Jakob Müller von 1951 bis 1967 Einsitz in den Ständerat, davon zwischen dem 30. November 1964 bis zum 29. November 1965 als Ständeratspräsident.
Jakob Müller, wegen seiner rhetorischen Begabung auch „Sprudel“ genannt, galt als einer der populärsten thurgauischen Politiker.